# Dali (Chipre)
Dali  (também se escreve Dhali,pronúncia “thali”) (em Grego: Δάλι) é uma grande vila de Chipre que fica a sudeste da capital Nicósia, no mesmo distrito, e nas proximidades da antiga cidade de Idálio. Tinha cerca de 5.800 habitantes em 2001 e em 2007 eram 7.564. É o Centro Geográfico de Chipre.

## Galeria

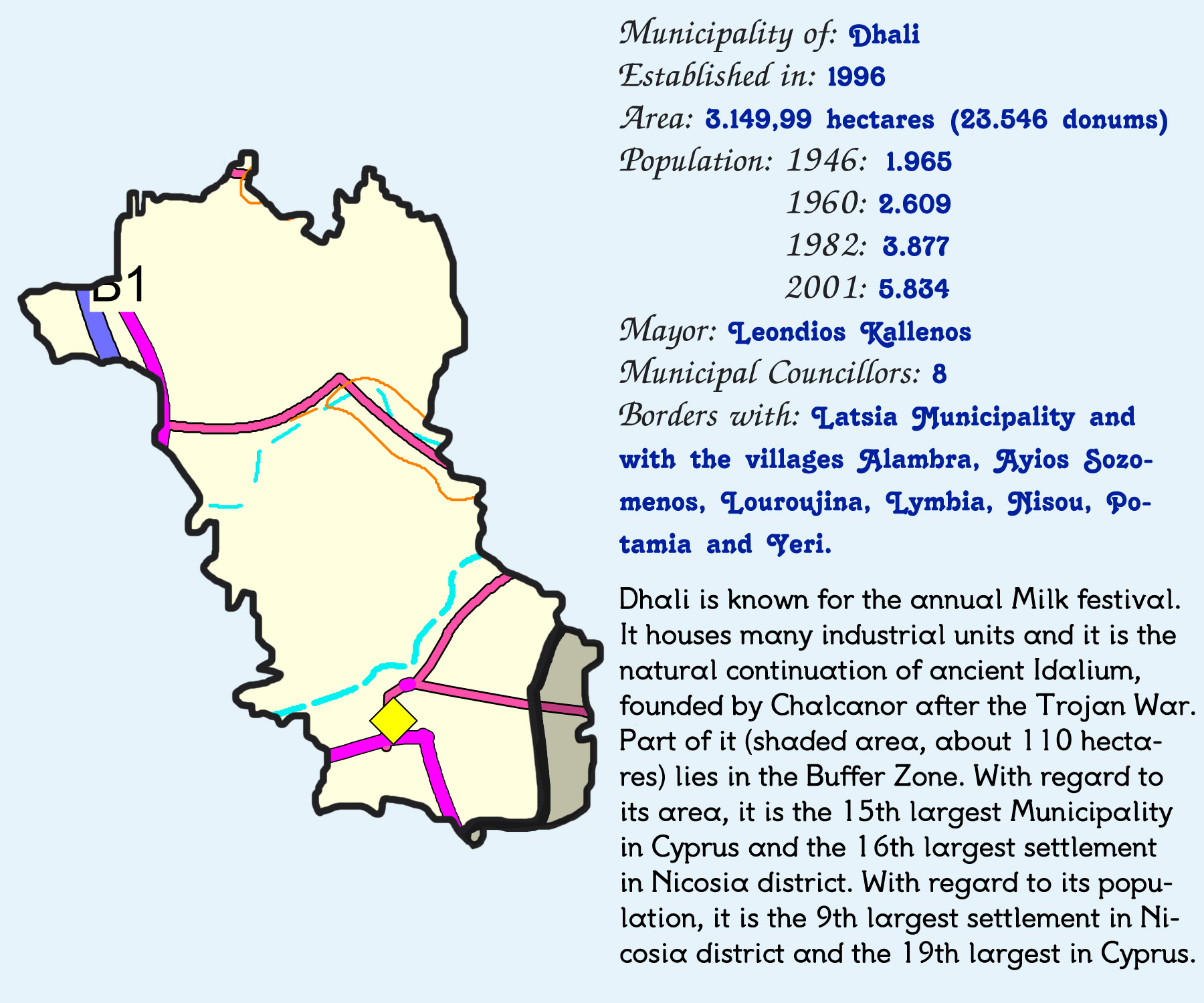
Dados básicos de Dali (em inglês)